# Albert István (zenekritikus)
Albert István (Szombathely, 1912. május 4. – 2004. október 25.) zenei író, zenekritikus.

## Életpályája
Zenei tanulmányait hegedűsként, magánúton végezte. 1937-től 1944-ig az Esti Kurír zenei rovatánál, 1951 és 1954 között a Magyar Rádió népművelési rovatánál dolgozott, 1955-től 1978-ban való nyugalomba vonulásáig előbb a Színház és Mozi, majd a Film, Színház, Muzsika zenei rovatát vezette. 
Írásait a Magyar Rádió Új Zenei Újságjában voltak hallhatók. 
Művei: zenei könyvek, fordítások, szerkesztések, mintegy 1500 rádióelőadás.
92 évesen, 2004-ben érte a halál.